# Neunkirchen-lès-Bouzonville
Neunkirchen-lès-Bouzonville és un municipi francès, situat al departament del Mosel·la i a la regió del Gran Est. L'any 2007 tenia 320 habitants.

## Demografia

### Població
El 2007 la població de fet de Neunkirchen-lès-Bouzonville era de 320 persones. Hi havia 123 famílies, de les quals 31 eren unipersonals (12 homes vivint sols i 19 dones vivint soles), 46 parelles sense fills i 46 parelles amb fills.
La població ha evolucionat segons el següent gràfic:
Habitants censats

### Habitatges
El 2007 hi havia 157 habitatges, 130 eren l'habitatge principal de la família, 17 eren segones residències i 10 estaven desocupats. 138 eren cases i 18 eren apartaments. Dels 130 habitatges principals, 107 estaven ocupats pels seus propietaris, 20 estaven llogats i ocupats pels llogaters i 3 estaven cedits a títol gratuït; 1 tenia una cambra, 5 en tenien dues, 17 en tenien tres, 16 en tenien quatre i 90 en tenien cinc o més. 123 habitatges disposaven pel capbaix d'una plaça de pàrquing. A 46 habitatges hi havia un automòbil i a 75 n'hi havia dos o més.

### Piràmide de població
La piràmide de població per edats i sexe el 2009 era:
| Homes | Edats   | Dones |
| ----- | ------- | ----- |
| 0     | 95 o +  | 0     |
| 0     | 90 a 94 | 0     |
| 0     | 85 a 89 | 4     |
| 0     | 80 a 84 | 4     |
| 0     | 75 a 79 | 0     |
| 0     | 70 a 74 | 4     |
| 16    | 65 a 69 | 4     |
| 4     | 60 a 64 | 16    |
| 12    | 55 a 59 | 8     |
| 16    | 50 a 54 | 12    |
| 0     | 45 a 49 | 20    |
| 12    | 40 a 44 | 8     |
| 16    | 35 a 39 | 8     |
| 16    | 30 a 34 | 16    |
| 16    | 25 a 29 | 8     |
| 12    | 20 a 24 | 4     |
| 12    | 15 a 19 | 4     |
| 4     | 10 a 14 | 16    |
| 16    | 5 a 9   | 8     |
| 8     | 0 a 4   | 0     |

## Economia
El 2007 la població en edat de treballar era de 225 persones, 165 eren actives i 60 eren inactives. De les 165 persones actives 158 estaven ocupades (83 homes i 75 dones) i 7 estaven aturades (4 homes i 3 dones). De les 60 persones inactives 21 estaven jubilades, 13 estaven estudiant i 26 estaven classificades com a «altres inactius».

### Ingressos
El 2009 a Neunkirchen-lès-Bouzonville hi havia 129 unitats fiscals que integraven 326 persones, la mediana anual d'ingressos fiscals per persona era de 20.292 €.

### Activitats econòmiques
Dels 3  establiments que hi havia el 2007, 1 era d'una empresa de comerç i reparació d'automòbils, 1 d'una empresa financera i 1 d'una empresa immobiliària.
L'any 2000 a Neunkirchen-lès-Bouzonville hi havia 9 explotacions agrícoles.

## Equipaments sanitaris i escolars
El 2009 hi havia una escola elemental integrada dins d'un grup escolar amb les comunes properes formant una escola dispersa.

## Poblacions més properes
El següent diagrama mostra les poblacions més properes.